# 那霸黍蜗牛
那霸黍蜗牛（学名：Parakaliella nahaensis），是柄眼目鳖甲蜗牛科黍蝸牛屬 的一种。主要分布于台湾，常栖息在灌木林底层落叶中。